# Raimundo Villegas
Raimundo Antonio Corneli Villegas Polanco  (Caracas 14 de septiembre de 1931 - Ibídem 21 de octubre de 2014), fue un médico, investigador y científico venezolano.

## Estudios
Estudió medicina en la Universidad Central de Venezuela, graduándose en 1955 de médico cirujano y doctor en Ciencias Médicas. 
Gracias al apoyo de la Fundación Mendoza, entre 1956 y 1958 fue investigador becario en el Laboratorio de Biofísica de la Harvard Medical School.

## Carrera como investigador
Como estudiante de medicina y pasante graduado, participó entre 1952 y 1957 en las labores del Instituto de Investigaciones Médicas de la Fundación Luis Roche. En esta institución realizó investigaciones sobre la resistencia mecánica de los tejidos para conocer el efecto de diversas sustancias sobre la elasticidad, las cuales podían tener repercusiones interesantes sobre diversas enfermedades que afectan al tejido elástico tales como las Várices o el Enfisema  pulmonar.
En 1958 ingresó como investigador en el Instituto Venezolano de Investigaciones Científicas (IVIC), encargándose del Laboratorio de Biofísica. Durante esta etapa se concentró en la caracterización Biofísica y Bioquímica de las membranas de Nervios periféricos -en especial de las fibras nerviosas de Calamar y Langosta de mar-, y del Canal de sodio presente en dichas membranas.
A partir de 1982, siguió realizando sus investigaciones desde la Unidad de Biología molecular del Instituto de Estudios Avanzados (IDEA) Archivado el 3 de julio de 2014 en Wayback Machine., profundizando en el estudio de Neurotoxinas, en la Biología molecular de la Diferenciación Neuronal y en Filogenética de las Neuronas.

## Labor en política científica
Fue secretario ejecutivo de ASOVAC entre 1960 y 1961.
De 1969 a 1974 fue director del Instituto Venezolano de Investigaciones Científicas. Durante su gestión se creó el Centro de Estudios Avanzados (CEA-IVIC) y el Centro de Investigaciones Tecnológicas que luego se convirtió en el Centro Tecnológico.
Fue ministro de Estado para la Ciencia y Tecnología de Venezuela desde el 12 de marzo de 1979 hasta el 1 de febrero de 1984. En tal condición le correspondió inaugurar el Centro Amazónico de Investigación y Control de Enfermedades Tropicales (CAICET) en Puerto Ayacucho (Estado Amazonas) en 1982.
En 1979 fue designado presidente del Instituto de Estudios Avanzados (IDEA), cargo que ocupó hasta 1985.
En 1982 fue uno de los científicos fundadores de la Academia de Ciencias de América Latina y fue nombrado su primer canciller.

## Algunas publicaciones
Tuvo una extensa producción en temas científicos y de política científica. Se estima que en total fueron 83 publicaciones, 55 de ellas en revistas internacionales y más de 140 presentaciones en congresos. Entre sus obras se encuentran las siguientes:

### Investigaciones
- Villegas, R; T.C. Barton, & A.K. Solomon (1958). “The entrance of water into beef and dog red cells”, The Journal of general physiology, vol. 42, no 2, pp. 355-369.

- Villegas, R & G.M. Villegas (1960). “Characterization of the membranes in the giant nerve fiber of the squid”, The Journal of general physiology, vol. 43, no 5, pp. 73-103.

- Villegas, R., & Barnola, F. V. (1961). “Characterization of the resting axolemma in the giant axon of the squid”, The Journal of general physiology, 44(5), pp. 963-977.

- Villegas, R., Caputo, C., & Villegas, L. (1962). “Diffusion Barriers in the Squid Nerve Fiber The axolemma and the Schwann layer”, The Journal of general physiology, 46(2), pp. 245-255.

- Villegas, R., Villegas, L., Giménez, M., & Villegas, G. M. (1963). “Schwann Cell and Axon Electrical Potential Differences: Squid nerve structure and excitable membrane location”, The Journal of general physiology, 46(5), pp. 1047-1064.

- Villegas, R., Blei, M., & Villegas, G. M. (1965). “Penetration of non-electrolyte molecules in resting and stimulated squid nerve fibers”, The Journal of general physiology, 48(5), pp. 35-47.

- Villegas, R., Villegas, G. M., Blei, M., Herrera, F. C., & Villegas, J. (1966). “Nonelectrolyte penetration and sodium fluxes through the axolemma of resting and stimulated medium sized axons of the squid Doryteuthis plei”, The Journal of general physiology, 50(1), pp.43-59.

- Villegas, R., Bruzual, I. B., & Villegas, G. M. (1968). “Equivalent pore radius of the axolemma of resting and stimulated squid axons”, The Journal of general physiology, 51(5), p. 81.

- Villegas, R., Barnola, F. V., & Camejo, G. (1970). “Ionic Channels and Nerve Membrane Lipids Cholesterol-tetrodotoxin interaction”, The Journal of general physiology, 55(4), pp. 548-561.

- Villegas, R., Villegas, G. M., DiPolo, R., & Villegas, J. (1971). “Nonelectrolyte permeability, sodium influx, electrical potentials, and axolemma ultrastructure in squid axons of various diameters”, The Journal of general physiology, 57(5), pp. 623-637.

- Villegas, R., & Barnola, F. V. (1972). “Ionic Channels and Nerve Membrane Constituents Tetrodotoxin-like interaction of saxitoxin with cholesterol monolayers”, The Journal of general physiology, 59(1), pp. 33-46.

- Villegas, R., Barnola, F. V., & Camejo, G. (1975). “Letter: On the interaction of tetrodoxin with cholesterol monolayers”, The Journal of general physiology, 65(1), pp. 114-117.

- Villegas, R., & Villegas, G. M. (1981). “Nerve sodium channel incorporation in vesicles”, Annual review of biophysics and bioengineering, 10(1), pp. 387-419.

- Villegas, R., Castillo, C., Póo, M. E., Schnell, S., Piernavieja, C., Balbi, D., & Villegas, G. M. (1994). “Expression of sodium channels with different saxitoxin affinity during rat forebrain development”, Developmental brain research, 81(1), pp. 26-40.

- Villegas, R., Castillo, C., & Villegas, G. M. (2000). “The origin of the neuron: The first neuron in the phylogenetic tree of life”, En: Astrobiology (pp. 195-211). Springer Netherlands.

- Villegas, R., Villegas, G. M., Núñez, J., Hernández, M., & Castillo, C. (2005). “Neuron-like differentiation of PC12 cells treated with media conditioned by either sciatic nerves, optic nerves, or Schwann cells”, Cellular and molecular neurobiology, 25(2), pp. 451-461.

### Política científica
- Villegas, R. (1965). “Factores limitantes de la investigación científica en Venezuela”, Revista del Centro Médico, Volumen 4, No. 22, mayo de 1965.

- Villegas, R. (1974). “IVIC 73”, Boletín de la Asociación Cultural Humboldt, Volumen 9, pp. 87-95.

- Cardoza G. & Villegas R. (1996). “Scientific migrations, cooperation and development networks in Latin America and the Caribbean”, En : Charum J. (ed.), Meyer Jean-Baptiste (ed.). International scientific migrations today : new perspectives. Paris : IRD, 1996, 12 p. (Colloques et Séminaires). International Scientific Migrations Today : New Perspectives : Symposium, Bogotá (COL), 1996/06/24-26. ISBN 2-7099-1445-X.

- Villegas, R. (2001). “Sobre la persona humana y la relación cerebro-mente”, Instituto de Teología para Religiosos, Universidad Católica Andrés Bello, pp. 151-168.

- Villegas, R. (2001). “Desarrollo de la ciencia y de la cooperación científica en los países de América Latina: Ciencia y Sociedad del Conocimiento Archivado el 13 de septiembre de 2018 en Wayback Machine.”, II Congreso Internacional de la Lengua Española, Valladolid, Mesas redondas.

- Bosch, V. et al. (2001). “Venezuelan Response to Yanomamö Book”, Science, 291, pp. 985-986.

## Una familia de científicos
Casado en 1954 con la Dra. Gloria Teresa Mercader Guedez, eminente científica venezolana que brindó grandes aportes en el área de la Microscopía electrónica de transmisión de alta resolución y la comprensión de las estructuras de membranas excitables. Fruto de su matrimonio tuvieron dos hijas, Gloria Villegas Mercader, Directora de Educación y Diversidad de la Massachusetts Audubon Society y Eleonora Villegas-Reimers, profesora de la Universidad de Boston, donde trabaja en Educación, Desarrollo docente, Educación en Valores y Democracia, y  Multiculturalismo.
Su hermano Leopoldo Villegas se especializó en Biotecnología vegetal, particularmente en trabajos sobre clonación de la Yuca.
Con su también hermano, Jorge Villegas, impulsó la investigación en neurociencias -especialmente en el estudio de la célula glial-, y desarrollaron la Unidad de Errores Metabólicos (UDEIM) del IDEA que ha realizado una labor formidable detectando enfermedades metabólicas hereditarias en más de un millón de niños neonatos.

## Honores y reconocimientos
- En 1957 recibió el “Premio Luis Razetti” de la Academia Nacional de Medicina de Venezuela.[10]

- En 1985 fue elegido miembro de la Academia Mundial de Ciencias.[11]

- La biblioteca del Instituto de Estudios Avanzados (IDEA) Archivado el 3 de julio de 2014 en Wayback Machine., lleva su nombre desde 2011.[12]